# Białko C-reaktywne

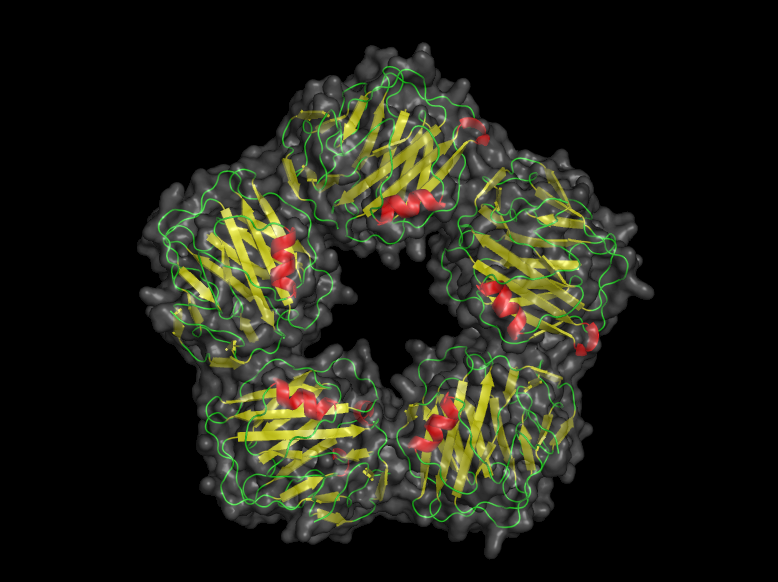
Budowa CRP

Białko C-reaktywne (ang. C-reactive protein, CRP) – białko należące do tzw. białek ostrej fazy. Wytwarzane głównie w wątrobie i komórkach tłuszczowych, a następnie wydzielane do krwi.

## Funkcja
Białko C-reaktywne bierze udział w odpowiedzi immunologicznej, ponieważ ułatwia wiązanie dopełniacza, ułatwiając tym samym opsonizację i fagocytozę czynnika infekcyjnego oraz moduluje funkcję granulocytów i monocytów. Jest najwcześniej odkrytym receptorem rozpoznającym wzorce (PRR)
Nazwę białko „C-reaktywne” nadano po jego odkryciu, z uwagi na zdolność do łączenia się z wielocukrem, określanym literą „C”, a wchodzącym w skład otoczki bakteryjnej dwoinki zapalenia płuc (Streptococcus pneumoniae).

## Diagnostyka
Podwyższone stężenie CRP we krwi występuje w:
- zakażeniach (zarówno bakteryjnych, wirusowych, grzybiczych oraz zarażeniach pasożytniczych),
- stanach zapalnych, związanymi z chorobami autoimmunologicznymi i zapalnymi,
- urazach,
- zawale serca,
- nowotworach.

Na stężenie CRP mają także wpływ takie czynniki jak płeć, masa ciała, wiek, rasa/badana populacja, palenie tytoniu, stosowane leki oraz metoda oznaczania, dlatego nie ustalono standardowych zakresów referencyjnych dla tego oznaczenia.
Stężenie CRP we krwi zdrowego człowieka zwykle nie przekracza 5 mg/l (najczęściej 0,1–3,0 mg/l), ale w ciągu 24–48 godzin może zwiększyć się nawet 1000-krotnie. Uznaje się, że stężenie powyżej 10 mg/l mocno przemawia za obecnością stanu zapalnego o różnej etiologii. U osób z chorobami nowotworowymi stężenie CRP może osiągać wartości trójcyfrowe, ale największe wartości obserwuje się w zakażeniach bakteriami Gram-ujemnymi, po dużych urazach lub operacjach (ponad 500 mg/l).
Oznaczenie stężenia CRP wykorzystuje się w monitorowaniu przebiegu lub zagrożenia (np. po operacjach chirurgicznych) chorobami zapalnymi (zakażenie bakteryjne lub wirusowe), u pacjentów z przewlekłymi chorobami zapalnymi (np. choroby reumatyczne) oraz niektórych nowotworów. W tych przypadkach stężenie CRP oznacza się metodami stosunkowo mało czułymi, w zakresie 10–1000 mg/l.
Ponadto coraz częściej służy do oceny ryzyka incydentów sercowo-naczyniowych, ponieważ istnieje zależność między poziomem CRP we krwi a ryzykiem chorób wieńcowych. Stosuje się test wysokoczuły, tzw. hs-CRP, pozwalający oznaczyć poziom w zakresie 0,5–10 mg/l. Należy pamiętać, aby nie oceniać ryzyka wieńcowego za pomocą hs-CRP u osób z przewlekłym stanem zapalnym, ponieważ poziom CRP będzie u nich bardzo wysoki nie z powodu wysokiego ryzyka, a z powodu stanu zapalnego; innymi słowy oznaczamy metodą wysokoczułą tylko u osób zdrowych. Przydatne jest jednoczesne wykonanie profilu lipidowego.
Grupy ryzyka:
- niskie ryzyko: hs-CRP < 1,0 mg/l,
- przeciętne ryzyko: hs-CRP w zakresie 1,0–3,0 mg/l,
- wysokie ryzyko: hs-CRP > 3,0 mg/l.